# Důl Ferdinand (Chomle)
Důl Ferdinand je zaniklý černouhelný důl u Chomle v okrese Rokycany v Plzeňském kraji. Nacházel se na severním okraji vesnice a v provozu byl v letech 1924–1954. V dubnu roku 1937 v dole došlo k průvalu podzemní vody, při kterém zemřelo čtrnáct horníků.

## Historie
Důl Ferdinand byl po první světové válce nejvýznamnějším dolem u Chomle. V roce 1921 jej založila Montánní společnost rodiny Starcků, ale brzy jej pronajala menším podnikatelům. V sousedství se nacházely vzájemně propojené doly David a Prkénka, uzavřené ve třicátých letech dvacátého století. Z dolu Prkénka vedla k dolu Ferdinand 500 metrů dlouhá spojovací chodba. Těžní šachta dolu Ferdinand dosáhla hloubky 62 metrů a jeho byly 400 metrů dlouhé štoly zasahovaly asi o jedenáct metrů níže než dno šachty. Těžba byla zahájena roku 1924 a v roce 1937 důl provozovali nájemci Leontin Kautský a František Cajthaml, kteří zaměstnávali asi sto horníků.

### Průval vody
Dne 24. dubna 1937 došlo v půl jedenácté dopoledne k průvalu vody z uzavřených dolů David a Prkénka. Ty měly být odděleny dostatečně silnou stěnou, ale spojovací chodba nezanesená do plánu snížila předpokládanou bezpečnou tloušťku stěny na méně než jeden metr. Do dolu Ferdinand přitékalo přibližně sedm metrů krychlových vody za sekundu a během patnácti minut bylo zatopeno 2 700 metrů chodeb. Voda v dole zastihla třicet horníků, z nichž čtrnáct rychle utonulo.
Voda zaplavila těžní jámu do výšky 42 metrů. Krajský soud v květnu rozhodl o jejím odčerpání, které začalo začalo 1. června a 23. června byla obnovena těžba svrchních nedotěžených slojí v hloubce deseti metrů. Z dolu bylo během listopadu a prosince 1937 vyzvednuto osm těl mrtvých horníků. Těla zbývajících šesti nebyla nalezena. Důlní neštěstí připomíná jednoduchý pomník z hrubě opracovaného žulového kvádru s deskou z leštěného mramoru, na níž jsou uvedena jména obětí. Pomník se nachází u odbočky ze silnice II/233 k areálu bývalého dolu Pokrok.

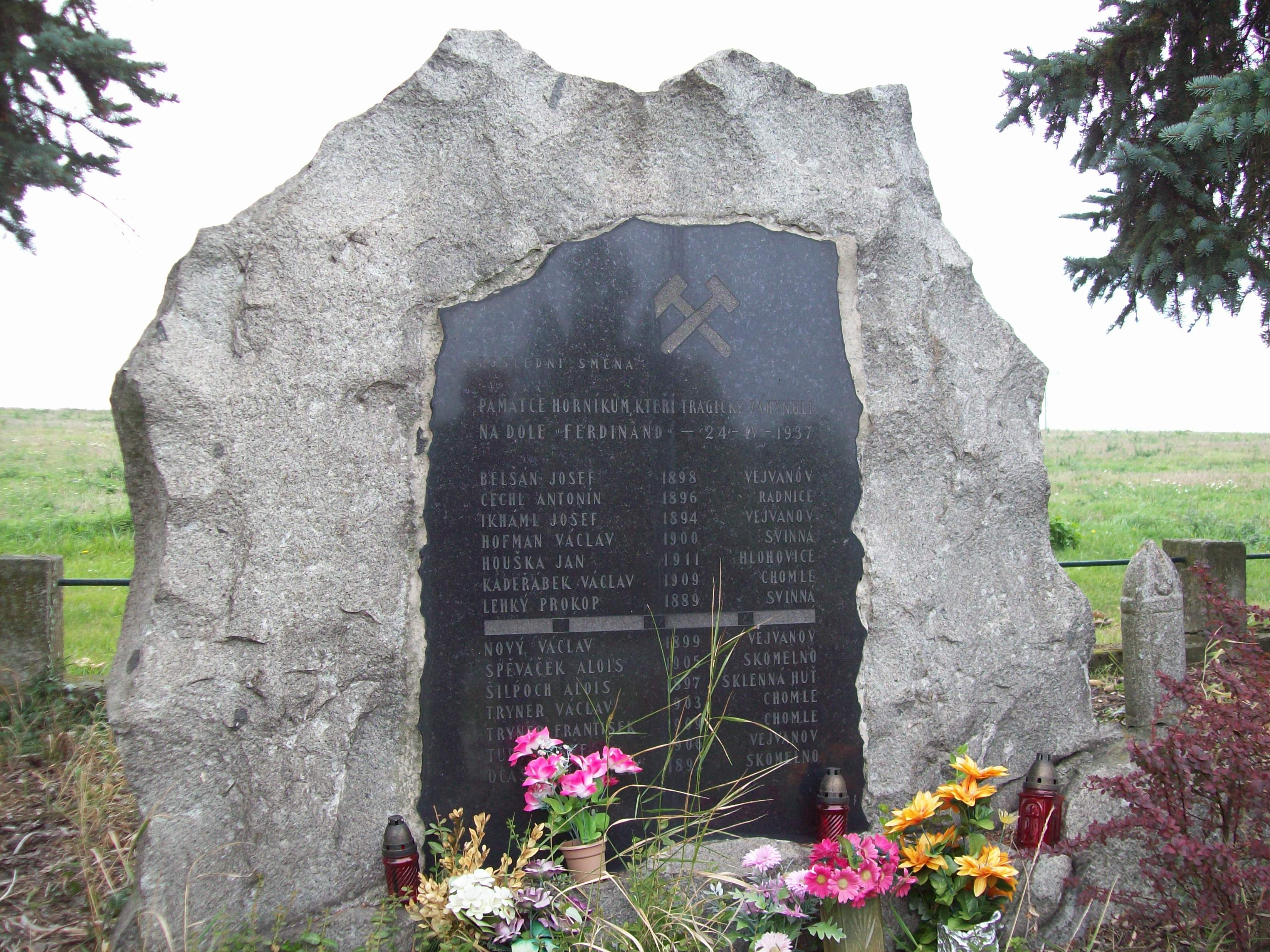
Pomník obětem důlní havárie

Škody způsobené nehodou byly během roku 1937 odstraněny a těžba uhlí pokračovala. V roce 1939 v dole pracovalo opět asi sto horníků a denní produkce dolu nestačila pokrýt poptávku. Autodopravci, kteří uhlí odváželi, museli na naložení svých aut čekat i tři dny. Ve stejné době byl obnoven i provoz dolu Prkénka a během druhé světové války dosáhl důl Ferdinand nejvyšší těžby uhlí ve své historii.

### Poválečný provoz
Dne 27. června 1946 v dole Prkénka vypukl požár, jehož zplodinami se přiotrávilo patnáct horníků, ale nikdo nezemřel. Ještě v následujícím roce důl Ferdinand zaměstnával padesát německých zajatců, z nichž ale během dubna a května 31 uprchlo.
V poválečném období probíhaly spory mezi správou dolu a obyvateli Chomle, kteří si stěžovali na poklesy zemského povrchu a trhliny na budovách. Šetření prokázalo, že k poklesům nedochází a drobné trhliny ve zdech mohou být způsobeny provozem nákladních aut. V roce 1950 byla uzavřena jáma Ferdinand II. a těžní jáma v Chomli. Zbývající provoz byl ukončen v roce 1954.